# Lista de condados de Indiana

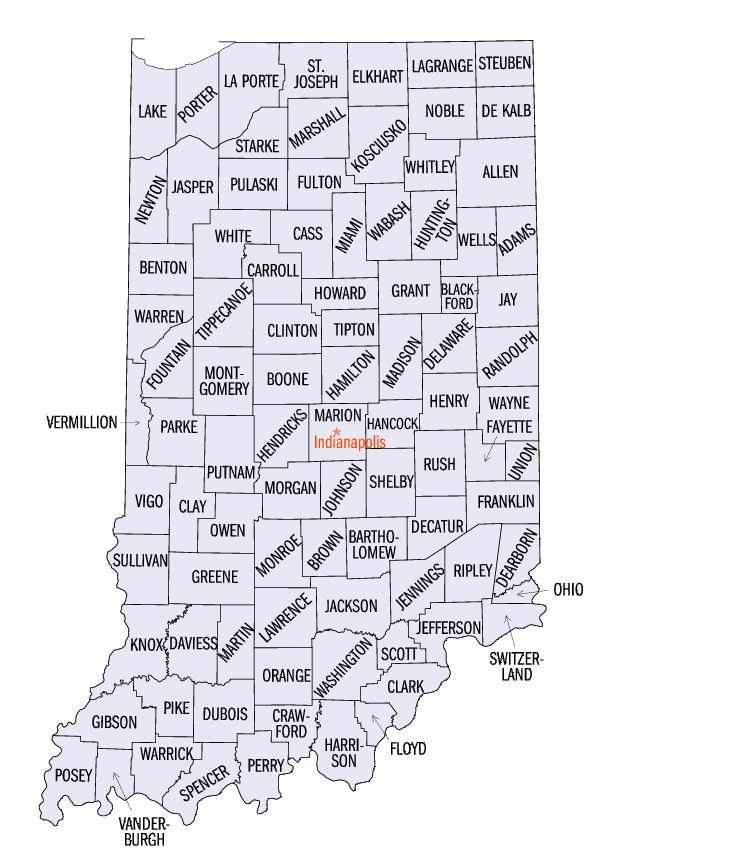
Mapa dos condados de Indiana

A seguir, lista dos 92 condados de Indiana.
| - Adams - Allen - Bartholomew - Benton - Blackford - Boone - Brown - Carroll - Cass - Clark - Clay - Clinton - Crawford - Daviess - DeKalb - Dearborn - Decatur - Delaware - Dubois | - Elkhart - Fayette - Floyd - Fountain - Franklin - Fulton - Gibson - Grant - Greene - Hamilton - Hancock - Harrison - Hendricks - Henry - Howard - Huntington - Jackson - Jasper - Jay | - Jefferson - Jennings - Johnson - Knox - Kosciusko - LaGrange - LaPorte - Lake - Lawrence - Madison - Marion - Marshall - Martin - Miami - Monroe - Montgomery - Morgan - Newton - Noble | - Ohio - Orange - Owen - Parke - Perry - Pike - Porter - Posey - Pulaski - Putnam - Randolph - Ripley - Rush - Scott - Shelby - Spencer - Spencer - St. Joseph - Starke | - Steuben - Sullivan - Switzerland - Tippecanoe - Union - Vanderburgh - Vermillion - Vigo - Wabash - Warren - Warrick - Washington - Wayne - Wells - White - Whitley |